# David Cal
David Cal Figueroa (ur. 10 października 1982 w Cangas) – hiszpański kajakarz, kanadyjkarz. Pięciokrotny medalista olimpijski.
Pływa w jedynce. Odnosił sukcesy w rywalizacji juniorskiej i młodzieżowej. W Atenach niespodziewanie wygrał w wyścigu 1000 metrów z Niemcem Andreasem Dittmerem. Na dwukrotnie krótszym dystansie zamienili się miejscami. Wielokrotnie stawał na podium mistrzostw świata (tytuł w 2007 na 500 m) i Europy. Na igrzyskach w Pekinie (2008) dwukrotnie zajmował drugie miejsce. Na olimpiadzie w Londynie (2012) wywalczył srebrny medal na dystansie 1000 m.